# Julián Rodas
Pour les articles homonymes, voir Rodas (homonymie).
Rodas  Ramírez est un nom espagnol. Le premier nom de famille, en général paternel, est Rodas ; le second, en général maternel, souvent omis, est Ramírez.
Julián Andrés Rodas Ramírez, né le 2 janvier 1982 à Pereira (département de Risaralda), est un coureur cycliste colombien.

## Repères biographiques

### Année 2012
Son équipe perd ses deux leaders Óscar Sevilla et Sergio Henao, et comme pour le Tour de Colombie, la course détermine le rôle de chacun. Ainsi lors du Tour du Mexique, il devient le leader de l'équipe. Dans la deuxième étape, il est le seul à pouvoir suivre un temps son ancien coéquipier Sevilla. Il termine en solitaire une minute devant un petit groupe. Il ne perd que quelques secondes les autres jours et finit l'épreuve deuxième, derrière l'Espagnol. Celui-ci est suspendu, et ses résultats lui sont retirés. Rodas devient alors le vainqueur de l'étape et de la course. Avec les 72 points, ainsi, engrangés, il termine trentième au classement de l'UCI America Tour 2012.
Au mois de mai, il dispute la Clásica de los Héroes de la Patria. Il termine en solitaire la deuxième étape, reléguant à 3 min 30 s ses premiers adversaires. Ce qui lui permet d'inscrire, pour la deuxième fois consécutivement, son nom au palmarès de l'épreuve.
Fort de ces résultats et de la confiance de son équipe, il arrive au Tour de Colombie avec l'intention de le gagner. Jusqu'à la veille de l'arrivée, il se maintient dans les dix premiers, mais dans la dixième étape, il perd plus de quatre minutes et toute chance de bien figurer au classement général (où il échouera à la seizième place finale).
Il n'obtient plus de résultats significatifs, hormis une deuxième place lors du contre-la-montre en côte de la Vuelta a Antioquia, qui le classe sixième de la course. Au Clásico RCN, il perd vingt minutes dès la première étape de montagne et termine soixante-huitième l'épreuve.

### Année 2013
Au mois de novembre 2012, avec neuf de ses coéquipiers, il quitte la formation antioqueña, pour rejoindre la seconde formation du projet Coldeportes, l'équipe continentale Colombia - Claro.

## Palmarès
- 2003
  -  Champion de Colombie du contre-la-montre espoirs
- 2004
  - 3e du Tour de Colombie espoirs
- 2006
  - Classement général de la Clásica de Girardot
- 2008
  - 3e de la Clásica de Fusagasugá
- 2009
  - Tour du Costa Rica
    - 3e du classement général
    - 7e étape
- 2010
  - 1re étape du Tour de Colombie (CLM par équipes)
- 2011
  - 2e étape (secteur A) du Tour de Colombie (CLM par équipes)
  - 2e du Clásico RCN
- 2012
  - Tour du Mexique :
    - Classement général
    - 2e étape
- 2013
  - 2e de la Vuelta a Chiriquí